# Picking
O picking, também conhecido por order picking (separação e preparação de pedidos), consiste na recolha em armazém de certos produtos (podendo ser diferentes em categoria e quantidades), face a pedido de um cliente, de forma a satisfazer o mesmo.

## Atividade dePicking
Embora a atividade do picking reduza substancialmente o tempo de ciclo de pedido (tempo que vai desde o pedido do cliente até a entrega dos produtos colhidos em armazém ao mesmo), este tem um acréscimo substancial, cerca de 30% a 40% (dependendo do tipo de armazenagem) do custo de mão-de-obra do armazém.
Através do uso de sistemas de controle e monitoramento que suportem os níveis de serviço, esta atividade deve ser bastante flexível de forma a assegurar uma operação de qualidade face ao progressivo aumento das necessidades e exigências dos clientes .

## Como melhorar o sistema de picking?
Seja qual for o tamanho do armazém, tipo e volume de estoque armazenado ou sistema de controle em vigor, o maior fator a que se deve atender no melhoramento do picking de um armazém é o posicionamento dos produtos e o fluxo de informação e documentos:

### Produtos
- Prioridade aos produtos com maior giro:

A primeira intervenção, será distinguir os tipos de produtos existentes em armazém, atribuindo-lhes classificações do tipo A, B ou C (segundo a lei de Pareto). Observar-se-á que 20% dos produtos corresponderam a 80% das movimentações em armazém. Essa minoria de produtos com maior giro deve ser colocada em pontos de mais fácil acesso para os operadores, fazendo com que estes os retirem ou reponham, mais rapidamente.
- Organização dos pedidos segundo a sua localização:

Cada pedido de picking deve vir organizado tendo em conta as proximidades entre os produtos pretendidos assim como a acessibilidade aos mesmos tendo em vista minimizar os deslocamentos do operador.
- Implementação de um sistema apurado de localização de produtos:

Através deste meio de localização rápida do produto, por endereço ou esquema, podemos reduzir de forma considerável a procura pelo artigo, acelerando a actividade de separação de artigos.
- Não proceder à contagem de produtos durante a separação:

A contagem de produtos recolhidos durante a actividade de separação é um forte contributo para o aumento do tempo de ciclo de pedido. Assim, os produtos devem vir agrupados em caixas ou caixotes (packs) com quantidades significativas do mesmo, por exemplo, se o cliente desejar 50 pacotes de pastilhas elásticas, devem existir em armazém packs de 10 pastilhas elásticas, precisando, o operador, apenas de contar 5 packs, tornando mais rápida a recolha e a contagem do produto.

### Documentação
- Uso de documentos classificados e de fácil operacionalidade:

Estes documentos devem conter informação de forma clara e sucinta para que o operador seja rápido a interpretá-la, facilitando a actividade de separação dos produtos. Deve-se restringir à localização, descrição e quantidade do produto. Estes três tópicos devem ser correctamente destacados no documento para rápida leitura. Quanto menos tempo se perder na leitura do documento e na procura do produto menor será o tempo de actividade e assim se obterá melhor rendimento do picking.
- Eliminação de documentos em papel:

A informação escrita em papel serve para ser lida, interpretada e realizada pelo operador e em casos excepcionais, comparada com algum sistema de controle. Esta forma de actuar dá, frequentemente, origem a erros. Os documentos em papel devem ser então substituídos por leitores de códigos de barra, sistemas de reconhecimento de voz ou terminais de rádio.
Os operadores responsáveis pelo sistema de picking devem ser avaliados segundo a sua performance e correcta separação de produtos. Em casos de desvios a uma potencial margem de erro, deve-se analisar não só o operador, assim como o sistema de forma a descobrir a fonte do erro.

## Organização da actividade depicking
Como já referido anteriormente, o factor deslocação, durante a recolha de pedidos, é o principal contribuinte para o tempo gasto pelos operadores. Com isto, e tendo em vista a redução do tempo de deslocação, há que minimizar essas movimentações de forma a aumentar a produtividade.

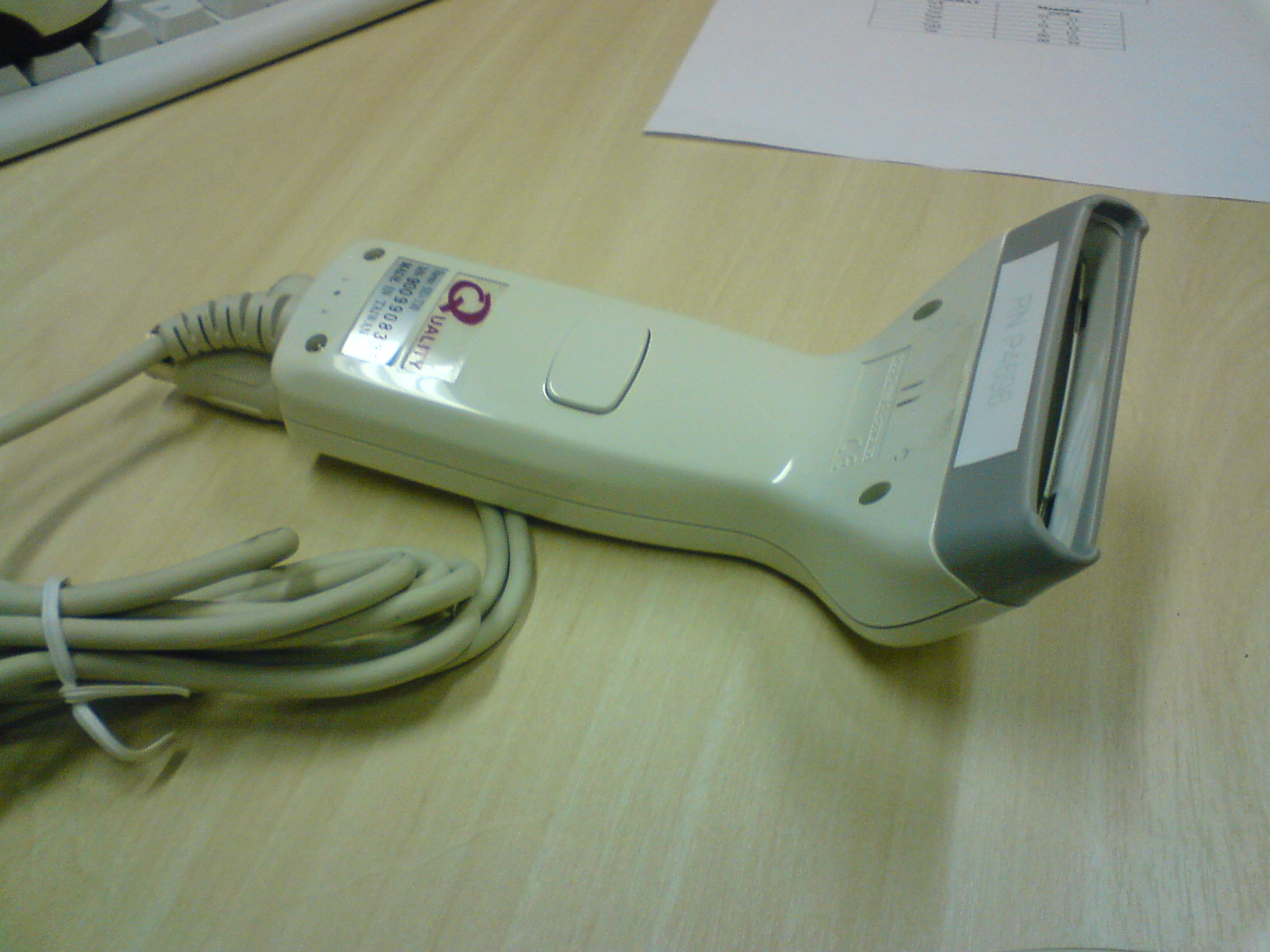
Scanner de mão para leitura

Para tal e como não poderia deixar de ser, existem soluções tecnológicas que deslocam, armazenam e recolhem produtos com alta precisão, velocidade e eficácia. Carrousels, mini-loads, sistemas AS/RS (Automatic Storage e Retrieval Systems) e WMS são exemplos desses sistemas que trazem até ao operador os produtos específicos durante a recolha, cooperando para a redução da movimentação do mesmo e do tempo de contagem.
Com vista à redução da documentação e dos tempos de procura, deve-se proceder à implementação de um sistema de leitores ópticos e  códigos de barras.
Geralmente, após a implementação de um processo de picking, há a tendência para se recorrer de imediato ao uso destas tecnologias sem tomar em conta, a priori, a estratégia de picking a utilizar. Dependendo do tipo de empresa e da metodologia praticada, existem soluções tecnológicas que poderão apenas trazer à empresa um acréscimo de custos quando a solução poderia constar apenas na alteração das estratégias de organização dos operadores.

## Estratégias de organização dopicking
Os factores cruciais na definição da estratégia a adoptar numa actividade de picking são o número de operadores por pedido (se é necessário apenas um trabalhador a operar por pedido ou o apoio de mais), o número de produtos por pedido (se o operador deve recolher um ou vários pedidos em um ou vários deslocamentos) e os períodos para agendamento do picking (qual o número de janelas para a recolha de produtos que devem ser feitas por turno e conciliar o picking com outras actividades como o recebimento e expedição de produtos).
Com base nestes conceitos, podemos diferenciar quatro estratégias de recolha de produtos:

### Pickingdiscreto
- Neste método, é apenas um operador que inicia e completa a recolha, coletando apenas um produto por pedido. Corresponde à forma de recolha de produtos mais fácil a operar, tendo um baixo índice de erro associado. Apesar da margem de erro ser reduzida, é o método que origina um maior decréscimo da produtividade devido ao excesso de tempo perdido durante os deslocamentos (Breno, 2008).

### Pickingpor zona
- A área de armazenagem é dividida em zonas, conforme os produtos nelas existentes, e cada zona está a cargo de um operador. Face a um pedido (de vários produtos), cada operador recolhe, das suas respectivas zonas, esses produtos e deposita-os numa área comum de consolidação. Isto significa que podem existir vários trabalhadores a operar para apenas um pedido o que é vantajoso em termos de deslocamento, reduzindo-a substancialmente. A maior dificuldade deste método é balancear os artigos e equipamentos de apoio existentes em armazém, segundo o seu giro, de forma a não sobrecarregar uma zona com pedidos. Contudo, as zonas mais produtivas terão que ser as melhores equipadas (Barros, 2005).

### Pickingpor lote
- Neste tipo de atividade, há acumulação de pedidos e por cada deslocamento do operador à área de produto pretendido, este acerta com a soma das quantidades pedidas. Este método resulta numa maior produtividade do operador desde que o número de produtos a recolher esteja de acordo com capacidade física do trabalhador. Apesar disto, o índice de erro neste método aumenta quando a separação e ordenação dos pedidos (Breno, 2009).

### Pickingpor onda
- É um método similar ao picking discreto: a cada operador corresponde a coleta de um produto. A diferença consiste no número de agendamentos de pedidos num turno, que é maior, acabando por se verificar a existência de um picking agregado. Assim, os produtos são recolhidos em certos períodos do dia, trazendo vantagens para a conciliação do picking com a recepção e expedição de produtos. Outra vantagem deve-se a esta metodologia pode-se fundir a outros métodos de picking, como é o caso do picking por zona. Mais uma vez, ter e manter um balanceamento apurado da linha é fulcral para esta atividade de forma a evitar a sobrecarga de operadores ou equipamentos (Barros, 2005).

### Bucket Brigades
- Uma outra nova estratégia de picking fora desenvolvida por professores da prestigiada Geórgia Tech (Universidade da Geórgia) e já é usada em várias empresas de renome como é o caso da Readers Digest, Blockbuster Music ou Mitsubishi Consumer Electronics América. Esta estratégia denominada de Bucket Brigades tem como função auto-balancear as linhas de produção dessas empresas. Isto é, através do aumento ou diminuição das taxas de pedido, o sistema se auto-organiza, evitando o sobrecarregamento de operadores e/ou equipamentos[3].

#### Vantagens
Os principais benefícios do uso da estratégia de bucket brigades são (Rodrigues, 2007):
- Redução da necessidade de planejamento e administração da linha;

- Por meio do auto-ajuste, o processo torna-se mais ágil e flexível;

- Com a otimização da divisão de pedidos, o numero das unidades processadas aumenta;

- Redução do trabalho secundário e aumento da qualidade do principal trabalho.

## A simulação nopicking
Para ajuda na decisão das estratégias e equipamentos a usar nas diversas alternativas do picking, a simulação, apresenta-se como uma ferramenta bastante útil. Desta forma, após o traçar das alternativas viáveis ao projecto, devem ser criados modelos computacionais com base em (Rodrigues, 2007):
- tempo de actividade;
- número de trabalhadores;
- número de equipamentos (empilhadoras, esteiras, etc.);
- número de produtos;
- perfil dos pedidos;
- estratégia de picking;
- etc.

O exemplo de um bom sistema a adoptar, é um sistema com uma base estatística nos diversos parâmetros do picking, como nos tempos de recolha e separação de pedidos, número de pedidos recolhidos por dia, utilização da capacidade dos trabalhadores, utilização de recursos, etc.
Por meio deste modelo é permitido simular virtualmente esta conjugação de actividades e assim fazer uma análise financeira, prevendo se existe uma relação desejada entre o custo de cada alternativa e o desempenho desejado, evitando a compra antecipada de equipamentos e/ou contratação de pessoas (Rodrigues, 2007).